# Kōki Uchiyama
Kōki Uchiyama (内山 昂輝 Uchiyama Kōki?,  Saitama, Japón, 16 de agosto de 1990) es un actor de voz y cantante japonés, afiliado a Himawari Theatre Group. Algunos de sus papeles más destacados incluyen el de, Soul Eater Evans en Soul Eater, Meruem en Hunter x Hunter, Banagher Links en Mobile Suit Gundam Unicorn, Yoshino Takigawa en Blast of Tempest, Natsuno Yūki en Shiki, Ichika Orimura en Infinite Stratos, Yuta Asaba de Kimi to boku, Raku Ichijo en Nisekoi, Yū Otosaka en Charlotte, Yuri Plisetsky en Yuri!!! on Ice, Akira Fudō en Devilman Crybaby, Kei Tsukishima en Haikyū!!, Tomura Shigaraki en My Hero Academia , Rei Suwa en Buddy Daddies]e Ikuya Kirishima en Free! - Dive to the Future.
Uchiyama también le ha dado voz al personaje de Gin en la película animada Hotarubi no Mori e. Ganó un Seiyū Award en la categoría de "Mejor actor nuevo" en la edición de 2011, y también recibió el premio Tokyo Anime Award al "Mejor actor de voz" en 2015.

## Filmografía

### Anime
Los roles de importancia están en negritas.
2007
- Ghost Hound (Estudiante ep. 3)

2008
- Soul Eater (Soul Eater Evans)

2010
- Shiki (Natsuno Yūki/Koide)
- Fairy Tail (Midnight)
- Beyblade: Metal Masters (Jack)

2011
- C: The Money of Soul and Possibility Control (Kimimaro Yoga)
- Yu-Gi-Oh! Zexal (Kaito Tenjo)
- Kimi to Boku (Yūta Asaba)
- IS (Infinite Stratos) (Ichika Orimura)
- Guilty Crown (Daryl Yan)

2012
- Aquarion Evol (Kagura Demuri)
- Tsuritama (Natsuki Usami)
- Beyblade: Shogun Steel (Shinobu Hiryūin)
- Kimi to Boku 2 (Yūta Asaba)
- Yu-Gi-OH! Zexal II (Kaito Tenjo)
- Binbō-gami ga! (Keita Tsuwabuki)
- Zetsuen No Tempest (Yoshino Takigawa)
- Aoi Sekai no Chūshin de (Tial)

2013
- RDG Red Data Girl (Miyuki Sagara)
- Hunter x Hunter (2011) (Meruem)
- IS (Infinite Stratos) 2 (Ichika Orimura)
- Kami-sama no Inai Nichiyōbi (Alice Color)

2014
- Buddy Complex (Jyunyou Dio Weinberg)
- Diamond no Ace (Takahiro Ōmae)
- Ping Pong (Makoto "Smile" Tsukimoto)
- Haikyū!! (Tsukishima Kei)
- Nisekoi (Raku Ichijō)
- Captain Earth (Zin)
- Barakamon (Hiroshi Kido)
- Soul Eater Not! (Soul Eater Evans)
- Nobunaga Concerto (Oda Nobuyuki)
- Happiness Charge PreCure! (Yuya Kaido)
- Amagi Brilliant Park (Seiya Kanie)
- Gundam Build Fighters Try (Daigo Ishibashi)

2015
- Death Parade (Clavis)
- Nisekoi: (Raku Ichijō)
- Show by Rock!! (Aion)
- Charlotte (Yū Otosaka)
- Rokka no Yūsha (Goldof Auora)
- Haikyū!! Second Season (Tsukishima Kei)

2016
- My Hero Academia (Tomura Shigaraki)
- Nijiiro Days (Tsuyoshi Naoe)
- Yuri on Ice como (Yuri Plisetsky)
- Haikyū!! Third Season (Tsukishima Kei)

2017
- Fukumenkei Noise como (Momo Sakaki)
- Mahō Tsukai no Yome como (Ruth)
- My Hero Academia 2 (Tomura Shigaraki)
- Shōkoku no Altair (Ulema Beyazit)
- Evil Or Live (Shin)

2018
- Devilman Crybaby  como (Akira Fudo)
- Free! - Dive to the Future como (Ikuya Kirishima)
- My Hero Academia 3 (Tomura Shigaraki)
- Violet Evergarden (Benedict Blue)

2019
- Kanata no Astra (Ulgar Zweig)
- Sarazanmai (Tōi Kuji)
- Kimetsu no Yaiba (Rui)
- The Ones Within (Zakuro Oshigiri)
- My Hero Academia 4 (Tomura Shigaraki)
- Revisions (Daisuke Dojima)

2020
- Tower of God (Khun Hachuling)
- Kakushigoto (Somethingemon Ishikawa)
- Bungō to Alchemist: Shinpan no Haguruma (Yoji)
- Haikyū!! To The Top (Tsukishima Kei)
- The God of High School (Park Il-pyo)
- Jujutsu Kaisen (Toge Inumaki)
- Ikebukuro West Gate Park (Takashi "King" Ando)

2021
- ZombieLand Saga: Revenge (Sojiro Itou)
- Horimiya (Izumi Miyamura)
- My Hero Academia 5 (Tomura Shigaraki)
- The World Ends With You: The Animation (Neku Sakuraba)
- Free!: The Final Stroke (Kirishima Ikuya)
- Takt op. (Takt Asahina)

2022
- Akiba Maid Sensō (Debt Collector)
- Aoashi (Yoichi Kiriki)
- Blue Lock (Rin Itoshi)
- Kuro no Shōkanshi (Kelvin)
- Orient (Akihiro Shimazu)
- Heroine Tarumono! (Yūjirō Someya)

2023
- Buddy Daddies (Rei Suwa)
- Yamada-kun to Lv999 no Koi wo Suru (Akito Yamada)
- Horimiya: -piece- (Izumi Miyamura)
- Tokyo Revengers: Tenjiku-hen (Shion Madarame)
- Trigun Stampede (Legato Bluesummers)

2024
- Dragon Ball Daima (Glorio)
- Wind Breaker (Kyōtarō Sugishita)
- Solo Leveling (Kang Taeshik)
- MASHLE (Carpaccio Luo-Yang)
- Oshi no Ko (Taiki Himekawa)
- Bye Bye, Earth (Adonis the Question)
- Kaiju No. 8 (Gen Narumi)

### Especiales de TV
- Nijiiro Days: Houkago Special (Tsuyoshi Naoe)

### Películas animadas
- Hotarubi no Mori e (Gin) (2011)
- High Speed! - Free! Starting Days (Ikuya Kirishima) (2015)
- Kono Sekai no Tanoshimikata: Secret Story Film (Yūjirō Someya) (2020)
- Evangelion: 3.0+1.0 Thrice Upon a Time (Ryōji Kaji (Hijo)) (2021)
- Jujutsu Kaisen 0 (Toge Inumaki) (2021)

### Teatro de animación
- Robots (Joven Rodney)
- Surf's Up (Cody)

### Animación de video original
- Mahō Tsukai no Yome: Hoshi Matsu Hito (Ruth)
- Mobile Suit Gundam Unicorn (Banagher Links)

### Audiomanga
- Negai no Astro (Terasu Yotsurugi) (2024)

### CD Drama
- Nijiiro Days (Tsuyoshi Naoe)[4]
- Mahō Tsukai no Yome (Ruth)[5]

### Videojuegos
- Dragon Quest XI: Ecos de un pasado perdido (Erik)
- Kingdom Hearts II (Roxas)
- Kingdom Hearts 358/2 Days (Roxas)
- Kingdom Hearts Birth by Sleep (Ventus)
- Kingdom Hearts 3D Dream Drop Distance (Neku Sakuraba) (Roxas) (Ventus)
- Kingdom Hearts III (Roxas) (Ventus)
- The World Ends with You (Neku Sakuraba)
- Mobile Suit Gundam: Gundam vs. Gundam Next (Banagher Links)
- My Hero One's Justice (Tomura Shigaraki)
- Devil May Cry 5 (V)
- Dragalia Lost (Euden)
- The Legend of Heroes: Trails of Cold Steel / Eiyuu Densetsu: Sen no Kiseki (Rean Schwarzer)
- Twisted wonderland (Idia Shroud)
- JoJo's Bizarre Adventure: All Star Battle (Ikurō Hashizawa from Baoh)
- Jump Force (Meruem)
- Genshin Impact (Razor)

- Onmyoji (Susanoo)

- Kimetsu no Yaiba Hinokami Kepputan(Rui)
- Persona 5: The Phantom X (Nagisa Kamisiro)

### Doblaje
- American Dragon: Jake Long (Jake Long)
- Las aventuras de Sharkboy y Lavagirl en 3-D (Sharkboy)
- The Animatrix (Masaji)
- Cheaper by the Dozen (Dylan Shenk)
- Finding Neverland (George Llewelyn Davies)
- King Arthur (Joven Arthur)
- The Legend (Joven Hogae)
- Lemony Snicket's A Series of Unfortunate Events (Klaus Baudelaire)
- Peter Pan (Slightly)
- Pirates of the Caribbean: The Curse of the Black Pearl (Joven William Turner)
- The Return (Ivan)
- Secondhand Lions (Walter Coleman)
- Without a Trace ("The Bogie Man") (Aaron)
- Thomas and Friends (Mr. Arkwright)

## Música
- Junto con sus compañeros de elenco interpretó el primer y último endings de Nijiiro Days Rainbow Days! y Hallelujah! Shinin' Days (ハレルヤ！Shinin‘Days), respectivamente. Además, cantó el quinto ending Soba ni Iru kara (そばにいるから).[6]
- Interpretó la canción "Romeo" de HoneyWorks, acompañado de Nobunaga Shimazaki al igual que el opening del anime "Itsudatte Bokura no koi wa 10cm datta" titulado "Non Fantasy", perteneciente a HoneyWorks.